# Poggibonsi
Poggibonsi este un oraș în Italia.

## Demografie
Poggibonsi - evoluția demografică

|  | Graficele sunt indisponibile din cauza unor probleme tehnice. Mai multe informații se găsesc la Phabricator și la wiki-ul MediaWiki. |

Date: Recensăminte sau birourile de statistică - grafică realizată de Wikipedia

## Personalități născute aici
- Alberto Bettiol (n. 1993), ciclist.